# Závraty
Závraty (deutsch Zawraten) ist eine Gemeinde in Tschechien. Sie liegt acht Kilometer südwestlich von České Budějovice in Südböhmen und gehört zum Okres České Budějovice.

## Geographie

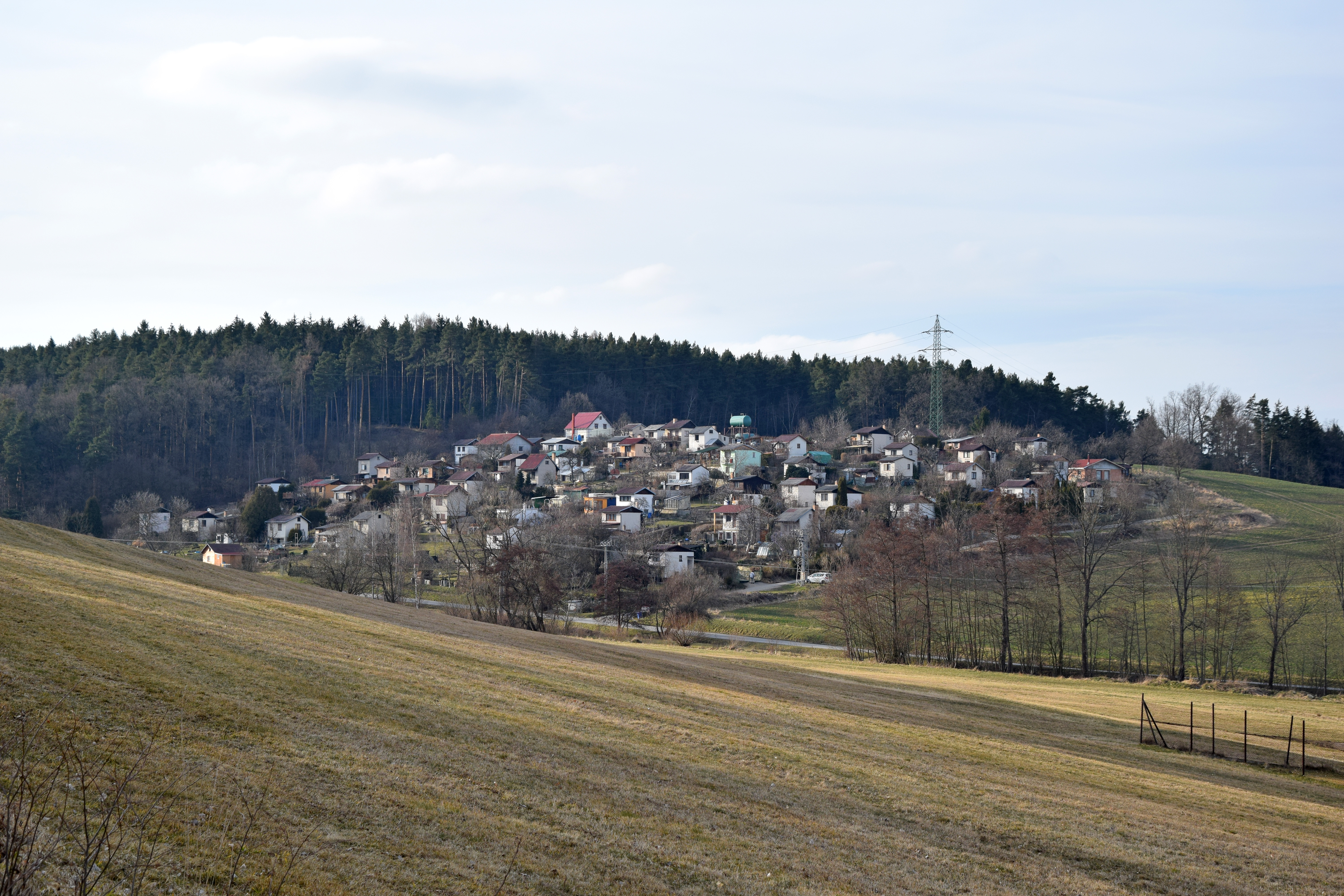
Závraty

Závraty befindet sich am Fuße des Blanský les im Budweiser Becken.
Das Dorf liegt rechtsseitig des Baches Homolský potok, der nördlich im Teich Závratský rybník gestaut wird. Im Norden erhebt sich der Na Klínaru (457 m), südlich der Na Vrchu (509 m) und im Südwesten der Švehlany (520 m). Gegen Nordosten erstreckt sich der Flughafen České Budějovice.
Nachbarorte sind Kaliště u Lipí im Norden, Mokré und Šindlovy Dvory im Nordosten, Nové Homole im Osten, Černý Dub und U Nádraží im Südosten, Dvůr Koroseky, U Nové Hospody und Vrábče im Süden, U Zastávky im Südwesten, U Zajíčka und Hradce im Westen sowie Habří, Lipí und Mrzutá im Nordwesten.

## Geschichte
Westlich des Dorfes wurden in der Flur Travní Reste einer frühzeitlichen Siedlung aus der Bronze-, Hallstatt- und Latènezeit aufgefunden. Unweit davon wurde bei der Einschicht U Zajíčka ein Hügelgrab aus der Zeit um 750–500 v. Chr. entdeckt, in dem ein hallstattzeitliches Fürstengrab vermutet wird.
Die erste schriftliche Erwähnung des zur Burg Korosek gehörigen Dorfes erfolgte im Jahre 1365. Später erwarb die Stadt Budweis das Gut Korosek mit den zugehörigen Dörfern und verkaufte es 1636 an Johann Anton I. von Eggenberg auf Krumau. Im Jahre 1840 bestand Zawraten / Závraty aus 13 Häusern mit 179 Einwohnern. Pfarr- und Schulort war Payreschau.
Nach der Aufhebung der Patrimonialherrschaften bildete Zawraten / Závraty ab 1850 eine Ansiedlung der Gemeinde Vrábče in der Bezirkshauptmannschaft Budějovice/Budweis. 1900 beschlossen die Dörfer Zawraten, Neuhummeln, Cernoduben und Kleinkorosek die Einrichtung einer gemeinsamen Freiwilligen Feuerwehr. 1914 lebten in dem Dorf 146 durchweg tschechischsprachige Personen. Am 1. Juli 1960 erfolgte die Abtrennung des Dorfes von Vrábče und Umgemeindung nach Homole. Seit dem 1. Jänner 1992 bildet Závraty erstmals in seiner Geschichte eine eigene Gemeinde.

## Gemeindegliederung
Für die Gemeinde Závraty sind keine Ortsteile ausgewiesen.

## Sehenswürdigkeiten
- Kapelle der Jungfrau Mariä Schmerzen auf dem Dorfplatz, erbaut 1937–1938
- Gehöfte im südböhmischen Bauernbarock
- Erholungsgebiet Závratský rybník